# Plutajuća vjetroelektrana
Plutajuća vjetroelektrana ili pučinska vjetroelektrana je vrsta vjetroelektrane koja se postavlja na plutajuću strukturu u dubljem moru, gdje nije moguće postaviti priobalnu vjetroelektranu. Plutajuće vjetroelektrane su složene i zahtijevaju veće početne troškove, ali su nove studije pokazale je da zbog njihovih mogućnosti da pristupe snažnijim vjetrovima dalje na moru imaju isplativost primjene. Obično se više plutajućih vjetroagregata povezuju zajedno u vjetroelektranu, kako bi se koristio zajednički podvodni kabel za prijenos električne struje.

## Povijest
Prvi prototip pod nazivom Blue H je ustvari zračni vjetroagregat (Visinske vjetroelektrane) snage 80 kW s plutajućom platformom, koji je postavljen u prosincu 2007., 21.3 kilometara od obale Italije. Kod ovakvog tipa plutajućeg zračnog vjetroagregata pojavljuje se problem instaliranja plutajuće platforme, zbog velikog potiska koji nastaje prilikom same operacije instaliranja.
Hibridna elektrana Posejdon je prva platforma koja koristi obnovljive izvore energije na dubinama većim od 35 metara, koristeći energiju vjetra i valova. Ova elektrana rješava i poznati problem nestalnosti vjetra, a to omogućavaju valovi koji su puno stabilniji i lakše predvidiv izvor energije od vjetra, pogotovo u dubokim vodama. To je prva elektrana takve vrste ikad napravljena (360 tona teška, 37 metara široka, 25 metara duga i 6 metara visoka demonstracijska hibridna elektrana), te je u rujnu 2008. postavljena kraj obale Lollanda u južnoj Danskoj, u zaljevu Nakshkov. Posejdon je dizajniran da bude usidren na otvorenom moru u dubokim vodama, s visokim valovima i dobrim uvjetima vjetra, te u takvim uvjetima platforma može godišnje proizvesti do 50 GWh električne energije. Posejdon je također jednostavan za održavanje, jer se tokom cijele godine servisni brod može spojiti na platformu, pošto se prednji dio platforme automatski okreće prema valovima, zadnji dio je uvijek zaštićen, te tamo brod može uvijek pristati.
Prvi veći plutajući vjetroagregat Hywind je počeo s radom u Norveškoj (Sjeverno more) u rujnu 2009., i još dan danas radi. Vjetroagregat ima snagu 2,3 MW i toranj visine 120 metara, a postolje se testira na dubinama od 100 metara. Vjetroagregat Hywind je preživio u svom testiranju i 11 metara visoke valove.
Portugalska tvrtka EDP je u listopadu 2011. počela testirati prvi prototip plutajuće vjetroelektrane u mjestu Aguçadoura na sjeveru zemlje (ranije je testirana Hidroelektrana na valove Aguçadoura), a trebalo bi trajati 12 do 24 mjeseci. Projekt se nalazi u moru dubine do 40 metara, a ima proračun od oko 18,4 milijuna eura. Iako se za prvu fazu testiranja predlagala lokacija u regiji Algarve, gdje je more nešto mirnije, ova lokacija na sjeveru odabrana je zbog uvjeta najsličnijih dubokim morima. Sljedeći korak predviđa postavljanje od 3 do 5 stupova za 25 Vestasova vjetroagregata snage 5 MW, a procijenjeni troškovi za ovu fazu iznose 4,3 milijuna eura po MW. Ova tehnologija ima prednost stoga što se može u potpunosti sastaviti na kopnu i nakon toga dotegliti na željeno mjesto.
Švedska je u svom moru počela testirati plutajuće vjetroagregate SeaTwirl u kolovozu 2011., i već je završila s ispitivanjem. SeaTwirl je najnovija tehnologija iskorištavanja i pohranjivanja energije vjetra na moru, koja koristi morsku vodu kao ležište, što omogućava korištenje jeftinijih i težih materijala. Ovakva tehnologija ne zahtijeva mjenjačku kutiju, prijenosni kabel, niti nosač koji bi održavao njegovu težinu. Umjesto nosača koristi se morska voda koja kretanjem unutar jedinice dodatno omogućava skladištenje. SeaTwirl koristi vjetroagregat s vertikalnom osi i kućište koje omogućava pohranu. Vjetroagregat rotira od vrha do dna, odnosno do električnog generatora koji je cijelo vrijeme pod vodom. Jedini dijelovi koji ne rotiraju su sustav za sidrenje i osi generatora. SeaTwirl koristi fizički zakon očuvanja količine gibanja kako bi se iskoristio kapacitet skladištenja, odnosno prenosi fluid iz mjesta gdje je centar rotacije manji u mjesto gdje je centar rotacije veći. Na taj način moguće je pohraniti velike količine energije pri manjim brzinama, te povećati brzinu rotacije kada je to sustavu potrebno. Upravo iz tog razloga SeaTwirl može proizvoditi energiju i kada nema vjetra. SeaTwirl bit će stabilniji pri većim kutnim brzinama, odnosno pri većim brzinama vjetra.
Japanska tvrtka Marubeni planira od ožujka 2012. započeti gradnju plutajuće vjetroelektrane pokraj japanske obale, odnosno pokraj Fukushime. Japan hoće do 2020. razviti 1 GW projekt pokraj sjevernog dijela svoje obale. Razlog za razvojem vjetroelektrana na moru (priobalnih i plutajućih), Japan vidi u činjenici da je tokom potresa i cunamija vjetroelektrana Kamisu nastavila davati električnu energiju unatoč potresu i cunamiju.